# Synandropus
Synandropus es un género con una especies de plantas de flores perteneciente a la familia Menispermaceae. Nativo de Brasil. 

## Especies seleccionadas
- Synandropus membranaceus A.C.Sm.